# جيمس بومان
جيمس بومان (بالإنجليزية: James Bowman)‏ هو مغني أوبرا بريطاني، ولد في 6 نوفمبر عام 1941، في أكسفورد في المملكة المتحدة.

## وصلات خارجية
- جيمس بومان على موقع IMDb (الإنجليزية)
- جيمس بومان على موقع ميوزك برينز (الإنجليزية)
- جيمس بومان على موقع أول ميوزيك (الإنجليزية)
- جيمس بومان على موقع ديسكوغز (الإنجليزية)
- جيمس بومان على موقع قاعدة بيانات الفيلم (الإنجليزية)